# Little Nightmares
Little Nightmares é um jogo eletrônico de quebra-cabeça em plataforma com elementos de terror desenvolvido pela Tarsier Studios e publicado pela Bandai Namco Entertainment. O jogo foi lançado em 28 de abril de 2017 para as plataformas Microsoft Windows, PlayStation 4 e Xbox One. Desde seu lançamento, o jogo recebeu críticas majoritariamente positivas, as análises elogiaram bastante a atmosfera, os gráficos, o som e o enredo, porém criticaram as falhas do sistema de pontos de salvamento do jogo, telas de carregamento muito demoradas e duração curta. Em 08 de Março de 2018 a versão Complete Edition do jogo foi anunciado para a plataforma Nintendo Switch através do Nintendo Direct, com lançamento para 18 de Maio de 2018.

## Jogabilidade
O jogador controla Six, uma menina vestida em uma capa de chuva amarela que cobre grande parte do seu rosto. Durante todo o jogo, o jogador deve ajudá-la a escapar de um barco e evitar ser capturada pelos seus tripulantes.
A personagem Six não possui nenhum poder especial: para escapar dos monstros que a perseguem, o jogador deve fugir e se esconder ao mesmo tempo em que avança pelas fases através da resolução de diversas situações envolvendo a interpretação e lógica do jogador. A maioria dos objetos presentes nos cenários do jogo podem sofrer interações. Determinados itens e interações são necessários na resolução de problemas que impedem o avanço do jogador ou mesmo para coletar colecionáveis (quebrando estátuas específicas de cerâmica espalhadas pelas fases do jogo).
O único item permanentemente vinculado a Six é um isqueiro. Com ele, o jogador não somente é capaz de iluminar ambientes escuros, como também pode utilizá-lo para acender lamparinas, que salvam seu progresso no jogo.

## Enredo
Uma menina faminta de nove anos chamada Six (seis) está presa na "A Bocarra" - um navio misterioso que serve os caprichos de criaturas doentes e poderosas. Depois de acordar nas profundidades mais baixas da "Bocarra", Six decide escapar de seu confinamento, tendo momentos regulares de fome excruciante. Enquanto sobe pelas instalações do navio, ela é perseguida pelo Zelador cego de braços alongados do navio, o qual tem o hábito de capturar crianças e colocá-las em correias de ganchos para transportá-las até algum lugar. Depois de um tempo, Six é capturada pelo Zelador depois de ser atraída para uma armadilha com um pedaço de carne, porém ela consegue escapar. Depois de fugir do Zelador, cortando seus longos braços com uma porta, Six agarra-se em um gancho e sobe pelas correias de transporte até parar em uma grande cozinha operada pelos grotescos Chefes Gêmeos. Depois de outro ataque de fome, Six é forçada a comer um rato vivo. Os Chefes estão preparando um grande banquete e tentam capturar Six sempre que ela entra em seus campos de visão. Depois de conseguir evadi-los, ela encontra uma saída do navio.
Do lado de fora, Six observa um barco transportando convidados grandes e obesos que se dirigem até a área de jantar em estilo japonês, todos supervisionados pela Dama, a suposta líder da "Bocarra" que possui semelhança à uma geixa. Após passar pela festa, evitando os convidados que tentam comê-la, Six tem outro ataque de fome. Quando um dos Gnomos, os habitantes recorrentes da "Bocarra", lhe oferece uma salsicha, ela come o Gnomo. Ao fazer isso, Six é observada por uma versão sombria de si mesma.
Six adentra o recinto mais a fundo, e chega até os cômodos da Dama. Ela vive em um ambiente rico semelhante a uma casa elegante, com muitos espelhos quebrados nos quartos. Enquanto começa a ser perseguida pela Dama, que demonstra possuir habilidades mágicas, Six encontra um espelho não quebrado e o usa para derrotar a Dama, que se mostra vulnerável à seu próprio reflexo. Após derrotá-la, Six se aproxima da Dama e a devora, e desta forma, adquire seus poderes mágicos.
Subindo as escadas para a área de jantar, Six caminha ao longo das mesas com estranhas partículas negras a sua volta. Quando os convidados notam sua presença, eles tentam comê-la, mas acabam convulsionando e morrendo à medida que se aproximam de Six. Ela caminha até uma grande porta com um olho entalhado, atrás dela existe uma uma grande escadaria que leva até o mundo exterior. Ela caminha pelos degraus e, ao mesmo tempo em que vai deixando a "Bocarra" para trás, alguns Gnomos se aproximam da porta e a observam.
Após os créditos finais, Six é vista sentada na entrada da "Bocarra", presumivelmente esperando resgate. Ao fundo, é possível escutar a buzina de um navio.

## Desenvolvimento
O título foi originalmente anunciado pela Tarsier Studios em maio de 2014, sob o título provisório de Hunger, sem nenhuma previsão conhecida para lançamento no PlayStation 4. Após o lançamento de um trailer teatral em fevereiro de 2015, nada foi divulgado sobre o projeto até agosto de 2016, quando a Bandai Namco Entertainment anunciou que entrou em um acordo de publicação mundial com a Tarsier para o projeto, que foi re-intitulado como Little Nightmares.

## Recepção

### Crítica
Little Nightmares recebeu críticas "geralmente positivas", baseado nas análises do site Metacritic.
Em sua análise para o Destructoid, Cory Arnold disse: "Little Nightmares me hipnotizou com um suspense sempre presente" e avaliou o jogo com 8.5 de 10.
Ray Carsillo, da revista Electronic Gaming Monthly, avaliou o jogo em 4 de 10 com o consenso: "Uma atmosfera estelar não é suficiente para salvar um jogo de plataforma com quebra-cabeça que não possui qualquer tipo de desafio. Embora a história de Six seja triste, não é pelo fato de que sua aventura começa em uma gaiola - mas que o desenvolvedor não conseguiu encontrar uma maneira de me preocupar com isso."
Jonathan Leack, da Game Revolution, deu 3 de 5 estrelas para o jogo dizendo que "Little Nightmares parece ter um duplo significado. Por um lado, a jogabilidade é um pesadelo, testando regularmente sua paciência e vontade de avançar. Em outro, a atmosfera e o design de áudio se tornam aterradores de uma maneira que os demônios do terror admirarão. Existe uma quantidade igual de qualidades para gostar e não gostar, mas quando se trata disso, Little Nightmares consegue cumprir sua promessa de ser um interessante jogo de terror ao contrário de qualquer outra coisa."
Sam Prell, da GamesRadar, deu 4 de 5 estrelas, afirmando que "Às vezes mecanicamente desajustado, mas artisticamente sonorizado, você pode ficar nervoso com Little Nightmares de vez em quando, mas suas imagens entrarão no seu cérebro e nunca mais sairão."
Joe Skrebels, da IGN, deu nota 8.8 de 10 para o jogo e disse: "Estranhamente alegre, incessantemente sombrio e silenciosamente inteligente, Little Nightmares é um boa-vinda para o terror."
Samuel Roberts, do PC Gamer, avaliou o jogo com 78 de 100 e concluiu: "Um excelente jogo de plataformas, mas um jogo de terror profundamente imaginativo, vale a pena jogar Little Nightmares pela sua série de imagens perturbadoras."
Whitney Reynolds, do Polygon, deu nota 8.5 de 10 para o jogo dizendo: "Little Nightmares funcionou no meu sonho, porque é apenas brilhante o suficiente, apenas seguro o suficiente para me deixar abaixar a guarda. O jogo nem sempre é bem-sucedido em equilibrar alguns fundamentos de design de jogos. Mas, quando as luzes se apagaram, me deixou lembrando que, na verdade, eu sou apenas algo pequena em um mundo perigoso. Além disso, os monstros com grandes braços longos são realmente, realmente assustadores."
Alice Bell, da VideoGamer.com, avaliou o jogo com 9 de 10 afirmando que "Little Nightmares é assustador, de uma maneira que fica debaixo da sua pele. Uma maneira que sussurra no seu ouvido que você não vai dormir bem esta noite. Little Nightmares leva coisas que você tinha medo quando você era criança e te lembra que ainda está com medo."

## Vendas
O jogo estreou na quarta posição do gráfico de vendas de todos os formatos no Reino Unido em sua primeira semana.

## Outras mídias

### Série de televisão
Dmitri M. Johnson e Stephan Bugaj da DJ2 Entertainment anunciaram que estarão produzindo uma adaptação de Little Nightmares para o formato de uma série de televisão. A série também envolverá Anthony e Joe Russo e o piloto será dirigido por Henry Selick.

### Revista em quadrinhos
Little Nightmares recebeu uma minissérie composta por quatro edições de revistas em quadrinhos. Todas foram escritas por John Shackleford e desenhadas por Aaron Alexovitch.